# Lerna (Illinois)
Lerna es una villa ubicada en el condado de Coles en el estado estadounidense de Illinois. En el Censo de 2010 tenía una población de 286 habitantes y una densidad poblacional de 943,81 personas por km².

## Geografía
Lerna se encuentra ubicada en las coordenadas 39°25′4″N 88°17′20″O / 39.41778, -88.28889. Según la Oficina del Censo de los Estados Unidos, Lerna tiene una superficie total de 0.3 km², de la cual 0.3 km² corresponden a tierra firme y (0%) 0 km² es agua.

## Demografía
Según el censo de 2010, había 286 personas residiendo en Lerna. La densidad de población era de 943,81 hab./km². De los 286 habitantes, Lerna estaba compuesto por el 96.15% blancos, el 0% eran afroamericanos, el 0% eran amerindios, el 0.7% eran asiáticos, el 0% eran isleños del Pacífico, el 0% eran de otras razas y el 3.15% pertenecían a dos o más razas. Del total de la población el 2.8% eran hispanos o latinos de cualquier raza.